# Sušica (Mavrovo a Rostuša)
Sušica (makedonsky: Сушица) je zaniklá vesnice v Severní Makedonii. Nachází se v opštině Mavrovo a Rostuša v Položském regionu.
Obec se nachází v oblasti Mala Reka, na úpatí hory Bistra. Od města Debar je vzdálená 16 km.

## Demografie
Podle záznamů Vasila Kančova zde v roce 1900 žilo 156 obyvatel makedonské národnosti.
Naposledy zde byli obyvatelé evidováni v roce 1953, jednalo se celkem o 49 obyvatel makedonské národnosti.
Podle sčítání lidu z roku 2021 ve vesnici stále nikdo nežije.
| Rok          | 1900 | 1905 | 1948 | 1953-dnes |
| ------------ | ---- | ---- | ---- | --------- |
| Obyvatelstvo | 156  | 192  | 48   | 0         |